# Dekanat Twardogóra
Dekanat Twardogóra – jeden z 33 dekanatów w rzymskokatolickiej diecezji kaliskiej.

## Parafie
W skład dekanatu wchodzi 8 parafii:
- parafia Najświętszej Maryi Panny Wniebowziętej – Bukowice
- parafia Matki Bożej Częstochowskiej – Bukowina Sycowska
- parafia św. Michała Archanioła – Cieszyn
- parafia Narodzenia Najświętszej Maryi Panny – Goszcz
- parafia Matki Bożej Częstochowskiej – Grabowno Wielkie
- parafia św. Jana Chrzciciela – Kuźnica Czeszycka
- parafia św. Józefa Rzemieślnika – Międzybórz
- parafia Matki Bożej Wspomożenia Wiernych – Twardogóra